# Hjørring Privatbaner
Hjørring Privatbaner var et jernbaneselskab, der blev oprettet 1. april 1939 og bestod af 4 privatbaner i Vendsyssel. De 3 udgik fra Hjørring, hvor de havde forbindelse med Vendsysselbanen på statsbanenettet. Desuden havde selskabets baner forbindelse med Aalborg Privatbaner i Åbybro, Vodskov og Hørby.
Banerne havde i forvejen driftsfællesskab med fælles administration, direktør og værksted. Hvert selskab førte indtil 1939 eget regnskab, og udgifterne til fællesdriften blev delt mellem dem i forhold til banernes størrelse. Det rullende materiel blev i stor udstrækning benyttet som en fælles pulje.
Efter de store privatbanenedlæggelser i 1950'erne og 1960'erne var kun Hirtshalsbanen tilbage under navnet Hjørring Privatbaner. Banen havde i flere år samdrift med Skagensbanen. 1. juli 2001 blev de to selskaber slået sammen i Nordjyske Jernbaner.

## Strækninger
- Hjørring-Løkken-Aabybro Jernbane (HLA) 1913-1963
- Hjørring-Hørby Jernbane (HH) 1913-1953
- Vodskov-Østervrå Jernbane (VØ) 1924-1950
- Hirtshalsbanen (HB), åbnet 1925, men oprindeligt planlagt som sidebane til Hjørring-Aalbæk Jernbane (HA), der aldrig blev anlagt